# الحسين برداوز
الحسين برداوز (مواليد 11 سبتمبر 1955) هو ممثل وكاتب سيناريو أمازيغي مغربي، يعتبر من أعلام الدراما الأمازيغية.

## بداياته
انطلقت المسيرة الفنية للحسين برداوز في أوائل بدايات السينما الأمازيغية في العقد الأخير من القرن العشرين، ويعتبر أحد الوجوه البارزة في الشاشة المغربية سواء الناطقة باللغة الأمازيغية أوالعربية، وأحد أعمدة السينما الامازيغية التي قدّم فيها أعمالا عديدة، كفيلم «حمو نامير» و «حماد القران» و «عمي موسى» «وزرايفا»، وغيرها، هذا فضلا عن أدواره التي كشفت عن تعدد مواهبه، ومدى قدرته على تقمص الشخصيات، واستيعاب محتوى الأدوار التي يلعبها رغم اختلاف أشكالها.
كانت أولى محطات «برداوز» الفنية، مشاركته في فيلم «تيتي وضانفي» سنة 1997، وبعد ذلك هيأ نفسه لانطلاقة جديدة شكلت مساره الفني، قدم فيها لجمهوره الواسع أدوارا رئيسية بدأت مع فيلم «حمو نامير» لفاطمة بوبكدي سنة 2002، لتمتد إلى لائحة طويلة من العناوين التي ساهمت بشكل كبير في إثراء خزانة الفن الأمازيغي على وجه الخصوص.
لم يقتصر الحسين برداوز على أداء الأدوار أمام الشاشتين الصغيرة والكبيرة فحسب، بل قدم لمجال الكتابة مجموعة من السيناريوهات التي غيرت وجهة السينما الامازيغية، كما غيرت الانطباع التقليدي الذي نهجته الأفلام الأولى التي أنتجتها فترة التسعينيات، فاتجه وجهة الغوص في أعماق التراث الأمازيغي، واستقى منه ما تلقاه المشاهد عبر قنوات فنية متعددة، سواء عن طريق الأفلام أو المسلسلات أو البرامج التي أنجز لها تعاليق بصوته.

## الجوائز
- جائزة أحسن سيناريو بمهرجان سوس الدولي للفيلم القصير بأيت ملول سنة 2007
- جائزة أحسن دور رجالي بالمهرجان الدولي للفيلم الأمازيغي «إسني ن وورغ» سنة 2007
- جائزة أحسن دور رجالي بالمهرجان الدولي للفيلم الأمازيغي «إسني ن وورغ» سنة 2009
- جائزة أحسن دور رجالي بالمهرجان الدولي للفيلم الأمازيغي «إسني ن وورغ» سنة 2012
- جائزة أحسن دور رجالي بالمهرجان الدولي للفيلم الأمازيغي «إسني ن وورغ» سنة 2014
- جائزة أحسن دور رجالي بمهرجان الفيلم الأمازيغي بورزازات 2014

## أعماله

### الأفلام
- الكنز المرصود: 2016
- شامهاروش: 2014
- المحبة الزايدة: 2014
- دارس القدر: 2014
- الشرط: 2014
- للا تاوعلات: 2013
- لا إباون لا إفراون: 2013
- أمان ن مارور: 2013
- الوجه الآخر: 2013
- تاوسنا: 2012
- أغرابوا: 2011
- زرايفا: 2010
- أيتماتن: 2010
- توشكا: 2009
- تازيت: 2009
- حماد القران: 2009
- سوينݣم: 2008
- تاريخ بلادي: 2008
- تادمينين: 2008
- تابرات: 2008
- الكونطابل: 2008
- سيدي محمد أوعلي: 2007
- تمازيرت أوفلا: 2007
- أفوكو سوحوكوا: 2007
- الحيلت توف العار: 2007
- ماريشال: 2007
- طارق أخي: 2007
- العائلة: 2006
- أناروز: 2006
- تالوحت ن الوالدين: 2006
- تيفيناغ: 2006
- إݣودار: 2006
- الهورلوج: 2006
- الكنز أوريتكمالن: 2006
- سوق النساء: 2005
- الكنز أوريتكمالن: 2005
- سيدي محمد أوعلي: 2005
- منحوس أوزادوه قادوس: 2005
- الكنز أوريتكمالن: 2004
- توف تانيرت: 2003
- تايري إسيويدن: 2003
- الدويبة: 2003
- حمو نامير: 2003
- أجميل ن الغرض: 1998
- تايتي ن واضان: 1997

### المسلسلات
- بابا علي: 2020
- تيدرت الحناء :2018
- تامنت إرزاكن: 2015
- ربعة من ربعين: 2014
- إكاتين يان أوزمز: 2014
- حديدان: 2013
- تيكمي مقورن: 2011
- تيويسي: 2010
- سلسلة التوعية: 2008
- رمانة وبرطال: 2006
- أمود: 2005

### التعليق الصوتي
- تاوادا: 2011
- أخطر المجرمين: 2010
- يوغارطا: 2006

### المسرحيات
- خليونا نمثلوا: 1978
- بحال التمثيل: 1978
- ولاد البركاصة: 1977

### السيناريوهات
- كرايݣات يان دلهمنس: 2004
- الكنز أوريتكمالن: 2005
- تالوحت ن الوالدين: 2006
- الحيلت توف العار: 2007
- تيلاس ن تيفاوت: 1995
- مسلسل التوعية: 2006
- تابرات: 2008
- تادمينين: 2008
- حماد القران: 2009
- أيتماتن: 2010
- زرايفا: 2010
- مسلسل تيݣمي مقورن
- تاوسنا: 2012
- لا إباون لا إفراون: 2013
- أمان ن مارور: 2013

## روابط خارجية
- الحسين بردواز وعبد اللطيف عاطف بأنزي
- فيديو: تكريم الممثل الحسين بردواز ضمن فعاليات مهرجان السينما والهجرة بأكادير